# Спалювання висококонцентрованої водовугільної суспензії

.

Спалювання висококонцентрованої водовугільної суспензії (ВВВС) - водовугільного палива

## Механізм згорання висококонцентрованої водовугільної суспензії
При горінні крапель водовугільного палива прогрів вугільних частинок протікає менш інтенсивно, ніж при горінні сухого палива через процеси випаровування вологи і масопереносу водяної пари. Деструкції піддається шар частинок в безпосередній близькості від палаючих частинок твердої фази агломерованого шару краплі палива, а тому значення цієї реакції в процесі горіння невелика. Саме тому горіння крапель водовугільного палива починається не з займання продуктів деструкції вугільної речовини (виходу летких речовин), а безпосередньо з гетерогенних реакцій активованих вугільних частинок на поверхні агломерованої краплі водо-вугільного палива. 
Процес горіння водовугільного палива досить добре описується моделлю, наведеною на рис. 51. 
У процесі горіння поверхня випаровування вологи палива 4 проникає в обсяг краплі; над цією поверхнею утворюється пористий шар агломерованих частинок 2, через який водяний пар виноситься за рахунок різниці тиску в навколишнє середовище. При випаровуванні вологи палива в обмеженому просторі обсяг водяної пари збільшується приблизно в 1000-1200 разів у порівнянні з об'ємом води, тому швидкість видалення водяної пари з краплі вимірюється метрами в секунду. 
Масоперенос водяної пари від поверхні випаровування вологи в зовнішнє середовище спрямований протилежно тепловому потоку із зон горіння 5 і 6 до поверхні випаровування 4, що істотно гальмує проникнення теплоти до поверхні випаровування і стримує у часі процес випаровування вологи палива. Це стимулює збільшення тривалості паралельного протікання процесів горіння палива і випаровування вологи. 
Бульбашка пари 3, що утворюється при нагріванні палива у краплі до температури випаровування, у міру прогрівання маси краплі збільшується в обсязі, відтісняючи тим самим масу вихідного палива до поверхні краплі. Кисень повітря, дифундуючи з навколишнього середовища краплі до її зовнішній поверхні, вступає в реакцію з вуглецем твердої фази палива; в результаті утворюється поверхневий шар 5 гетерогенного реагування. У цьому ж шарі взаємодіє з вуглецем і водяна пара. Утворені в результаті гетерогенних реакцій газоподібні продукти згоряння взаємодіють з киснем повітря в зоні вторинних реакцій 6. 
Процес горіння з розглянутого механізму протікає до моменту повного випаровування вологи палива у краплі. До того часу завершується переміщення частинок твердої фази палива до агломерованого шару, а вугільна частина цього шару вигоряє вже на 70-75% початкової концентрації.

## Промислове спалювання висококонцентрованої водовугільної суспензії

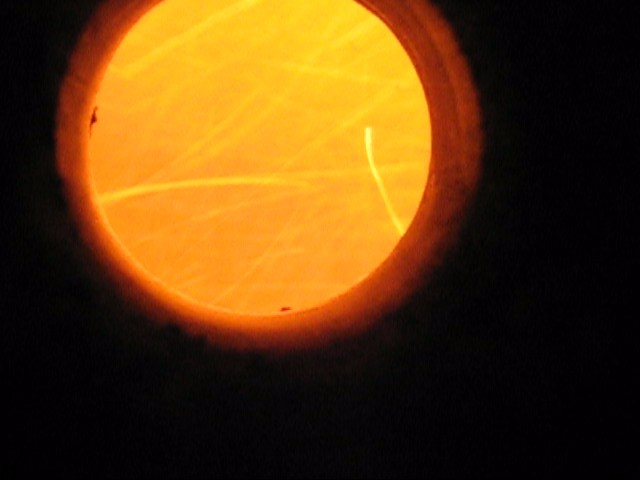
Рис. 2. Горіння ВВВС у вихревій топці мазутного котла ДКВР-6,5-13, модернізованого для спалювання водо-вугільного палива Пос.Енський Мурманської обл.

### Факельне спалювання
Факельне (камерне) спалювання є на сьогодні основним способом спалювання водовугільного палива (ВВП), особливо в котлах середньої та великої потужності. Геометрія котлів, як правило, дозволяє організувати факел всередині камери згоряння таким чином, щоб частки вугілля, що входять до складу ВВП, могли повністю прогоріти.
Як показує практика горіння ВВП, запалення палива починається безпосередньо поблизу зрізу форсунки, яка подає його всередину камери згорання. До недоліків способу можна віднести досить високі вимоги до пальникового пристрою котла (форсунки).

### Спалювання в киплячому шарі
При спалюванні ВУТ в киплячому шарі струмінь палива подається на нагрітий шар інертного матеріалу. Частинки водовугільного палива, що потрапляють на киплячий шар, практично миттєво спалахують.
Безперечними перевагами даного способу спалювання є відносна простота реалізації на котлах невеликих потужностей, досить великий діапазон регулювання потужностей роботи котла (без втрати ККД), невисокі вимоги до якості палива, що подається.
До недоліків можна віднести капіталомісткість організації киплячого шару на котлах середньої та великої потужності, особливо в разі реконструкції останніх.

### Спалювання з газифікацією
При спалюванні ВУТ в киплячому шарі можливі технологічні рішення по реалізації режиму газифікації ВВП. У цьому випадку спалювання здійснюється в дві стадії: газифікація та безпосереднє спалювання отриманих газів. Залежно від технологічних особливостей можлива комбінація методів спалювання.
Синтезгаз, отриманий на стадії газифікації, потрапляючи в топку котла збільшує стабільність горіння ВВП. Недоліком методу на сьогоднішній день є відсутність серійних котлів.